# Flutter
Flutter je mehanski pripomoček v obliki pipe za čiščenje dihalnih poti. Ob redni uporabi vpliva na večjo predihanost pljuč in omogoča boljše izkašljevanje. Hkrati zmanjša občutek dušenja (dispnee). 
Pripomoček je primeren za ljudi, ki imajo občasne ali stalne težave z izkašljavanjem, težko izkašljujejo odvečno sluz v dihalnih poteh in zlasti tistim, ki imajo kronične pljučne bolezni kot so: astma, cistična fibroza, bronhitis, kronična obstruktivna bolezen (KOPB).

### Uporaba in delovanje
Flutter ima posebno zasnovano obliko (oblika pipe). Ko dihalni del (ustnik) vstavimo v usta, pričnemo z enakomernim izdihom. Med izdihom zrak naleti na oviro; kovinsko kroglico, katere težo moramo premagati z izdihom. Z našim enakomernim dihanjem in uporom kovinske kroglice ustvarimo resonanco, ki se po naših dihalnih poteh prenaša v pljuča. Med stalnim enakomernim izdihavanjem se počasi odstranjuje sluz, ki je pritrjena na stenah dihalnih poti. 